# Trachylepis breviparietalis
Trachylepis breviparietalis este o specie de șopârle din genul Trachylepis, familia Scincidae, descrisă de Chabanaud 1917. Conform Catalogue of Life specia Trachylepis breviparietalis nu are subspecii cunoscute.